# Абдилабад
Абдилабад (каз. Әбділабад, до 199? г. — Фрунзе) — упразднённое село в Сайрамском районе Туркестанской области Казахстана. В 2014 году включено в состав города Шымкент и исключено из учетных данных. Бывший административный центр Каратобинского сельского округа. Код КАТО — 515259100.

## Население
В 1999 году население села составляло 1362 человека (689 мужчин и 673 женщины). По данным переписи 2009 года, в селе проживали 2043 человека (1025 мужчин и 1018 женщин).